# Comisión de Asuntos Constitucionales del Parlamento Europeo
La Comisión de Asuntos Constitucionales (AFCO) es una de las 20 comisiones permanentes del Parlamento Europeo que se ocupa de cuestiones institucionales como los Tratados de la Unión Europea y el reglamento interno del Parlamento. Actualmente está presidido por el eurodiputado Salvatore De Meo, miembro italiano del grupo parlamentario del Partido Popular Europeo . 